# Folkets hus, Helsingborg
Folkets hus i Helsingborg är beläget vid Gustav Adolfs torg i stadsdelen Söder. Det uppfördes 1905-06 efter ritningar av arkitekten Harald Berglin. Byggnaden är på 5 våningar där de tre översta våningarna är utförda i omväxlande gult och brunt förbländertegel från Skrombergaverken. Våningen under har en grövre utformning och är helt i brunt tegel, medan sockelvåningen är utförd i kraftigt rusticerade granitblock. Huset har en kraftig mittaxel med frontespis överst och balkong på tredje våningen. Dock ingår inte den pampiga portalen i mittaxeln som var tänkt från början, utan den är placerad strax norr om axeln.
1899 hade representanter ur arbetarrörelsen samlats i IOGT-huset på Carl Krooks gata för att diskutera upprättandet av en Folketshusförening, för att finansiera bygget av ett Folkets hus i Helsingborg. 1901 presenterade föreningens styrelse sitt förslag till tomt vid Nya torg (nuvarande Gustav Adolfs torg) på Söder. Till slut lyckades man skrapa ihop de 13 000 som behövdes för att köpa de två byggnaderna på tomten, men man fick problem då fastighetsägarna vägrade att sälja och därför fick ritningarna revideras. Byggnadens mittparti kom därför inte att hamna rakt över den stora porten in mot gården som var tänkt från början, utan hamnade strax söder om den. Trots detta kunde man inviga huset den 2 december 1906 med hälsningstal av föreningens ordförande August Falk. Den stora samlingssalen i huset, A-salen, var länge Helsingborgs största möteslokal och var plats för flera fackliga sammankomster, men nyttjades även som nöjeslokal och biograf. Senare uppkom även en Teater-Varieté där till exempel Edvard Persson hade några av sina första framträdanden. Teatermannen Ragnar Tell försökte på 50-talet upprätta en fast ensemble för att ge Helsingborg en andra teaterscen. I början av 2000-talet restaurerades A-salen till sitt ursprungliga utseende.
Fastigheten ägdes från början av ideella föreningar och senare av Helsingborgs kommun. År 2006 såldes den till ABF och Föreningen Folkets hus, som tio år senare överlät den till ett privat fastighetsbolag. Fasaden, bottenplan och trapphusen är skyddade och får inte byggas om. 2021 års detaljplan möjliggör dock inredning av bostäder i huset.